# Jim Cuddy

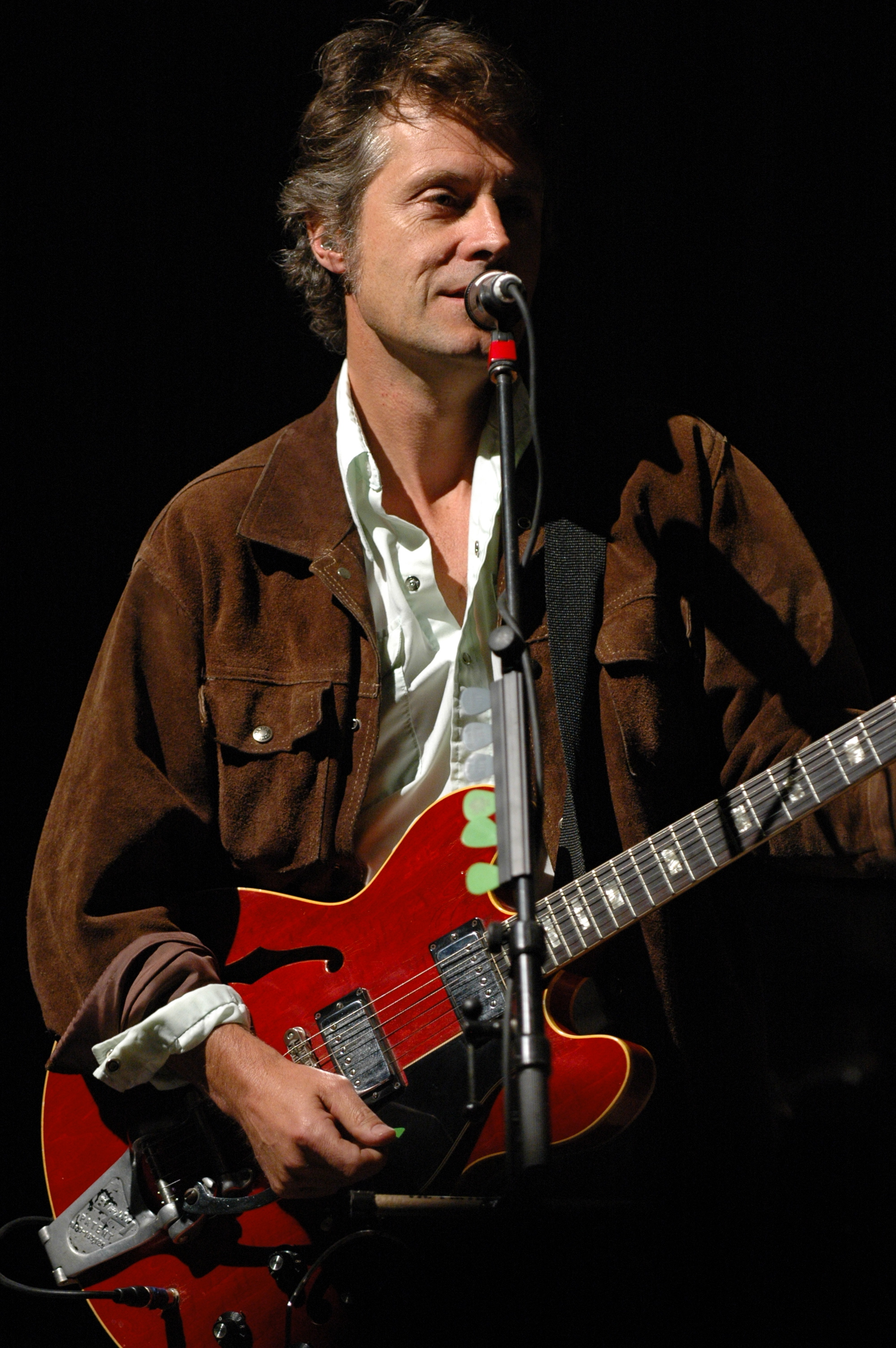
Jim Cuddy 2005 auf der Spencerville Fair Bühne

Jim Cuddy (amtlich James G. Cuddy, * 2. Dezember 1955 in Toronto, Ontario) ist ein kanadischer Singer-Songwriter, der vor allem mit der Alternative Countryrock-Band Blue Rodeo bekannt wurde. Über die Jahre hat er zudem mit der Jim Cuddy Band bis 2018 vier Soloalben herausgebracht.

## Leben
Cuddy wuchs in einer umzugsfreudigen Familie in Montreal sowie Brantford, Ontario, und teilweise in den USA auf. Später besuchte er die Highschool North Toronto Collegiate Institute. Er studierte am Upper Canada College und machte dort einen BA-Abschluss in Englischer Sprache und Literatur.
Mit seinem Highschool-Freund Greg Keelor gründete er als Jugendlicher eine erste Band namens Hi Fis. Die beiden Musiker und Songschreiber wurden nach einem dreijährigen (1981–1984) gemeinsamen Versuch in New York City als Musiker Erfolg zu haben, zurück in Toronto mit Blue Rodeo ab 1986 eine bekannte Alternative Country Rockband. Bei der Feier der Juno Awards 2009 wurde die Roots-Rock-Band mit der Aufnahme in die Canadian Music Hall of Fame gewürdigt.
Neben der intensiven Studio- und Konzerttätigkeit mit Blue Rodeo veröffentlichte Cuddy 1998 sein erstes Soloalbum All in Time, aufgezeichnet im Toronto Chemical Sound Tonstudio. Auf dem Album spielen der Blue-Rodeo-Bassist Bazil Donovan und Keyboarder James Gray. Wie die folgenden Soloalben enthält All in Time ausschließlich von Cuddy geschriebene Stücke, darunter das Duett I’ll Make Believe It’s You mit Jeff Tweedy von Wilco. Am Album beteiligt waren auch die befreundeten, prominenten Singer-Songwriter-Kolleginnen Sarah Harmer und Michelle McAdorey. Zwei weitere Alben unter eigenem Namen mit der Jim Cuddy Band kamen ebenfalls in die kanadischen Albumcharts.
Im Jahr 2016 erschien das mittlerweile 18. Album von Blue Rodeo, das wie die vorherigen Werke ausschließlich gemeinsam von Keelor und Cuddy geschriebene Songs enthielt.
Nach einer längeren Pause veröffentlichte Cuddy im Januar 2018 mit Constellation wieder ein Soloalbum, das einen Monat später die Spitzenposition der kanadischen Albumcharts erreichte.
Verheiratet ist Cuddy mit der vor allem im kanadischen Fernsehen präsenten Schauspielerin Rena Polley. Gemeinsam haben sie drei erwachsene Kinder, zwei Söhne und eine Tochter.

### Alben
- 1998: All in Time[5] (WEA; CA: Gold)[6]
- 2006: The Light That Guides You Home (WEA; CA: Gold)
- 2011: Skyscraper Soul (WEA)
- 2018: Constellation (5 Corners Productions)
- 2019: Countrywide Soul (Warner Music Canada)

### Singles
- 1998: Disappointment (All in Time)
- 1998: Too Many Hands (All in Time)
- 1999: Trouble (All in Time)
- 1999: All in Time (All in Time)
- 2006: Pull Me Through (The Light That Guides You Home)
- 2007: Married Again (mit Kathleen Edwards) (The Light That Guides You Home)
- 2007: Maybe Sometime (The Light That Guides You Home)
- 2011: Everyone Watched the Wedding (Skyscraper Soul)
- 2012: Regular Days (Skyscraper Soul)

### Musikvideos
- 1998: Disappointment (Ulf Buddensieck)
- 1998: Too Many Hands
- 1999: Trouble
- 2004: Somewhere Else (mit Jim Bryson)
- 2006: Pull Me Through
- 2007: Married Again (mit Kathleen Edwards)
- 2008: Songbird (mit Melanie Doane)
- 2011: Everyone Watched the Wedding